# Signoria di Carpi
La signoria di Carpi (contea dal 1509) fu un'entità territoriale sovrana dell'Italia medievale e del Rinascimento esistita dal 1336 al 1527 sotto la dinastia dei Pio (poi Pio di Savoia), e quindi passata agli Este.
Comprendeva, oltre a Carpi, le seguenti località: Budrione, Cortile, Fossoli, Gargallo, Migliarina, Santa Croce, San Marino, San Martino Secchia. Confinava: a nord con il marchesato di Mantova, a sud con il ducato di Ferrara, ad est con la signoria di Mirandola e ad ovest con la contea di Correggio. I signori risiedevano nel castello dei Pio, a Carpi, e avevano come luogo di sepoltura la chiesa della Sagra.

## Storia
Agli inizi del XIV secolo Carpi dipendeva dalla famiglia d'Este. Modena fu dal 1311 nelle mani dei ghibellini. Francesco I Pico della Mirandola venne nominato in quell'anno vicario imperiale della città. Fu sconfitto e catturato a Baggiovara l'8 luglio 1312 dai bolognesi, alleati dei guelfi esuli da Modena. La fazione ghibellina presente nel borgo si affrettò, poi, a nominare il 24 luglio Rinaldo dei Bonacolsi (detto Passerino), vicario imperiale di Mantova, come signore di Carpi, per evitare che i guelfi riprendessero il potere.

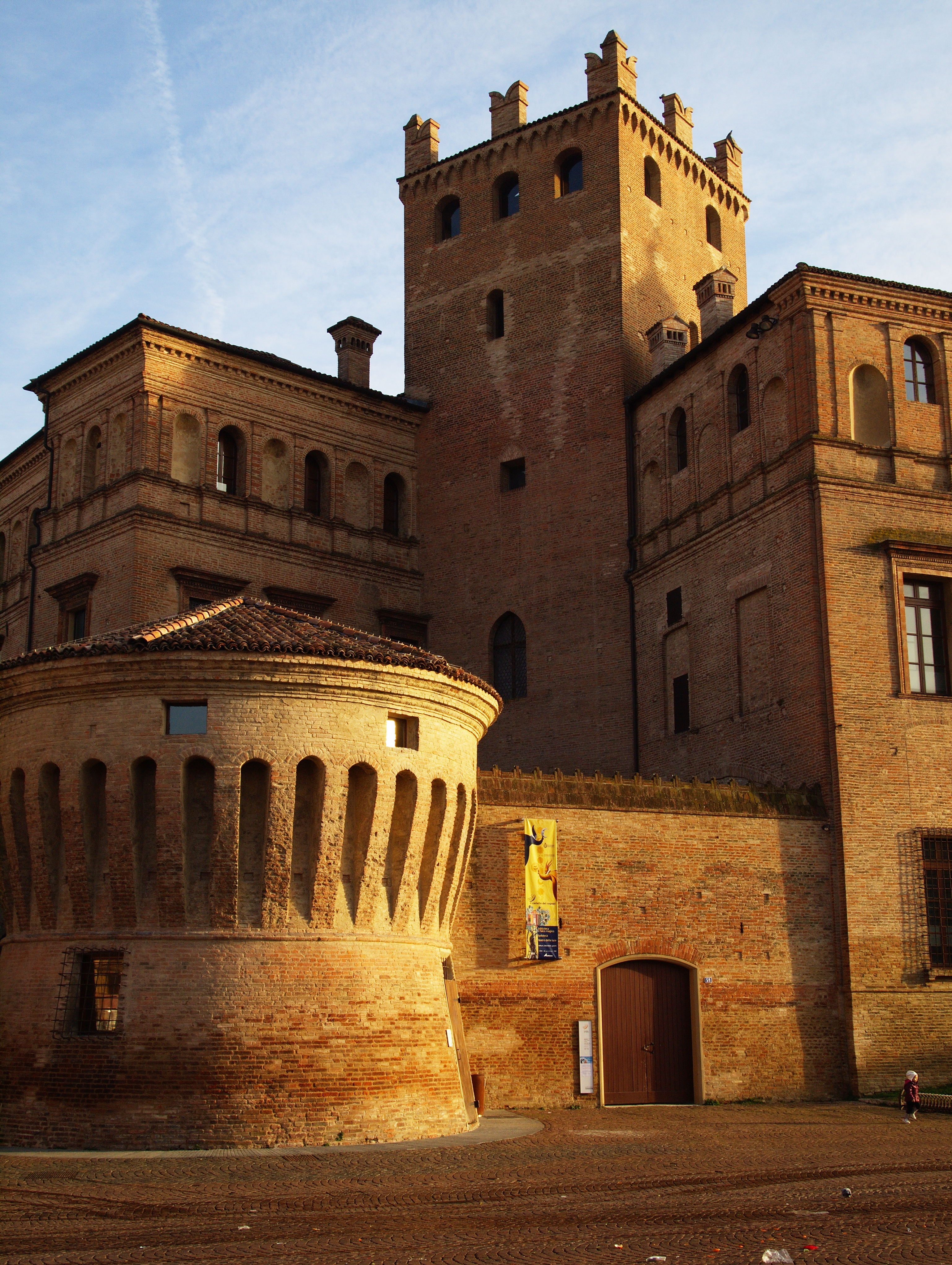
Il castello dei Pio, a Carpi

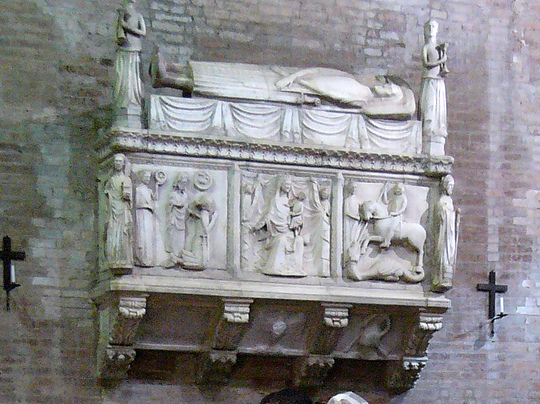
Chiesa di Santa Maria in Castello (Carpi): sarcofago di Manfredo I

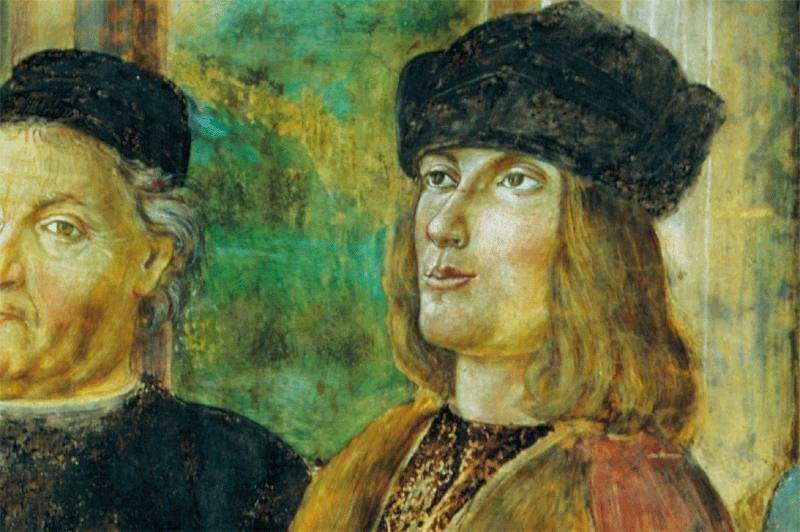
Aldo Manuzio e Alberto III

Scacciati in modo definitivo i Bonacolsi il territorio carpigiano raggiunse l'indipendenza con Manfredo I Pio che, nel 1336, ricevette l'investitura imperiale da Ludovico IV: le lotte esterne, tuttavia, proseguirono e le condizioni di vita del popolo non migliorarono, anche per la rivalità tra i Pio e gli Estensi che miravano ad annettersi la signoria. Manfredo amministrò bene Carpi ed ebbe rapporti con artisti e poeti, come Francesco Petrarca.
Per Carpi il dominio del suo primo signore e del figlio Galasso I fu sempre ricordato come un periodo tranquillo e fiorente. Con la scomparsa di Galasso ebbero inizio le gravi controversie civili e interne nella famiglia reggente, dato che i suoi eredi erano ben sei fratelli. Dopo estenuanti lotte soltanto Giberto I e Marsiglio I conquistarono il riconoscimento ufficiale di signori di Carpi. L'unico ad avere prole fu Giberto e i suoi figli si comportarono correttamente, l'uno nei confronti dell'altro, anche se alla fine, Marco I rimase unico signore: sotto il suo governo lo Stato di Carpi prosperò, ingrandendosi con l'investitura da parte degli Este, nel 1405, di diciotto feudi nel modenese, tra cui Soliera e Formigine. Dopo la sua morte, i quattro figli maschi (di cui tre minorenni) si acconciarono a condividere pacificamente la signoria. Quando, deceduto il primogenito Giovanni, anche Giberto II morì, nel 1446, i due fratelli superstiti Alberto II e Galasso II associarono al potere i suoi due figli minorenni. I due fratelli si spartirono le funzioni: capo militare il primo; capo politico-diplomatico il secondo. Proprio per la sua attività militare, Alberto II ottenne anche, nel 1450, dal duca Ludovico di Savoia il privilegio per sé, per i fratelli e per i discendenti, di fregiarsi del cognome e dell'insegna dei Savoia.
Dopo la morte di Alberto II (1464) e di Galasso II (1465), i coeredi dei titoli signorili divennero ben dieci: Marco II, figlio di Giberto II, e Lionello I, figlio di Alberto II, nonché gli otto eredi di Galasso II. In tale situazione, i contrasti diventarono inevitabili. Sennonché, nel 1469, uno dei figli di Galasso, Gian Ludovico, fu accusato di aver partecipato ad una congiura contro il duca Borso d'Este, imprigionato e fatto decapitare, il primogenito Gian Marco fu fatto uccidere in cella per non aver denunciato il colpevole, e gli altri fratelli trattenuti in carcere fino al 1477 e spogliati dei loro diritti e dello loro proprietà. Lionello e Marco, rimasti gli unici signori, nel 1470, ottennero dell'imperatore Federico III d'Asburgo di riservare la successione ai soli primogeniti. Lionello però morì nel 1477, lasciando un erede di due anni, Alberto III, e il neonato Lionello, alle cure della madre Caterina Pico. Marco II si prese cura dell'educazione di Alberto III affidandolo inizialmente a Carpi ad Aldo Manuzio e poi inviandolo a Ferrara ed a Padova. Così però lo allontanò dal territorio della signoria prendendo possesso del suo palazzo e dei suoi beni allodiali. Alberto III comunque ottenne l'investitura signorile da parte di Federico III e rientrò a Carpi nel 1490.
Alla morte di Marco II, nel 1494, si aprì una fase di contrasti tra il suo erede Giberto III e il già regnante Alberto III, contrasti che sfociarono nel 1496 in una vera e propria guerra civile che determinò l'intervento "pacificatore" del nuovo duca Ercole I d'Este. Sennonché questi, non riuscendo a venire a capo della contesa, ne approfittò per acquisire per sé la metà del feudo spettante a Giberto, e, in cambio, lo investì a sua volta del feudo estense di Sassuolo. «Con un duca estense come condomino, il destino della signoria dei Pio su Carpi era ormai segnato»: Alberto III ottenne nel 1409 il titolo di conte dall'imperatore Massimiliano I d'Asburgo e cercò poi di barcamenarsi tra la Francia e l'impero, schierandosi però alla fine con la prima e aprendo il territorio di Carpi all'esercito francese. Dopo la battaglia di Pavia, nel 1525, fu deposto per fellonia dal nuovo imperatore Carlo V e morì esule a Parigi nel 1531. Carpi fu così occupata dagli Spagnoli e, dal 1527, passò agli Este, che ne ottennero poi l'investitura comitale nel 1530 e l'elevazione a principato nel 1535.

## Signori di Carpi (1336–1525)
Non essendo la primogenitura applicata dalla casata dei Pio fino al 1470 (ed anche dopo di allora applicata contemporaneamente sulle due linee ereditarie di Marco II e Lionello I), l'ordine di successione dei Pio è molto complicato e caotico, avendo di regola visto in carica contestualmente più di un signore, spesso anche molti. La tabella che segue, presenta conseguentemente un carattere soltanto esemplificativo e comprende solo alcune delle figure più importanti succedutesi al governo di Carpi. 
|   | Sovrano (nascita–morte) | Immagine           | Stemma | Regno (dal–al) | Matrimonio & Discendenza                                                | Diritto di successione | Annotazioni | N. |
| - | --- | ------------------ | ------ | -------------- | ----------------------------------------------------------------------- | --- | --- | -- |
| 1 | Manfredo I Pio (...–1348) |                    |        | 1336           | Fiandrina de' Bocchi 1 figlio e 1 figlia                                | Nel 1327 riconquista per la seconda volta il possesso di Carpi, ottenendone la conferma da parte del papa e dell'imperatore | Ottenuto, in condominio con il lontano cugino Guido, anche il vicariato di Modena da parte dell'imperatore Ludovico il Bavaro, e poi del re Giovanni I di Boemia, si scontra con gli Este per il dominio della pianura padana centrale, e, sconfitto, nel 1336 accetta di cedere loro definitivamente Modena in cambio del riconoscimento, per sé e per i propri discendenti, di Carpi, e per Guido del piccolo feudo di San Felice. |    |
| 1 | Manfredo I Pio (...–1348) | 1348               |        |                | Fiandrina de' Bocchi 1 figlio e 1 figlia                                | Nel 1327 riconquista per la seconda volta il possesso di Carpi, ottenendone la conferma da parte del papa e dell'imperatore | Ottenuto, in condominio con il lontano cugino Guido, anche il vicariato di Modena da parte dell'imperatore Ludovico il Bavaro, e poi del re Giovanni I di Boemia, si scontra con gli Este per il dominio della pianura padana centrale, e, sconfitto, nel 1336 accetta di cedere loro definitivamente Modena in cambio del riconoscimento, per sé e per i propri discendenti, di Carpi, e per Guido del piccolo feudo di San Felice. |    |
| 2 | Galasso I Pio (...–1367) |                    |        | 1348           | Beatrice da Correggio 6 figli e 1 figlia                                | Figlio del precedente, Manfredo I Pio                                                                                       | |    |
| 2 | Galasso I Pio (...–1367) | 1367               |        |                | Beatrice da Correggio 6 figli e 1 figlia                                | Figlio del precedente, Manfredo I Pio                                                                                       | |    |
| 3 | Marsiglio I Pio (...–1384) |                    |        | 1367           | –1 figlio illegittimo                                                   | Figlio del precedente, Galasso I Pio                                                                                        | Al potere insieme ai fratelli Giberto I, Giacomo e Antonio, dal 1367 al 1384, anno della sua stessa morte; nel 1374 i fratelli minori furono banditi perché schieratisi con i Visconti contro gli Este Podestà di Bergamo |    |
| 3 | Marsiglio I Pio (...–1384) | 1384               |        |                | –1 figlio illegittimo                                                   | Figlio del precedente, Galasso I Pio                                                                                        | Al potere insieme ai fratelli Giberto I, Giacomo e Antonio, dal 1367 al 1384, anno della sua stessa morte; nel 1374 i fratelli minori furono banditi perché schieratisi con i Visconti contro gli Este Podestà di Bergamo |    |
| 4 | Giberto I Pio (...–1389) |                    |        | 1367           | (1) Bianca Casati (2) Bianca Fieschiebbe dalle mogli 4 figli e 2 figlie | Figlio di precedente, Galasso I Pio                                                                                         | Al potere insieme al fratello Marsiglio I dal 1367 al 1384, anno della morte di quest'ultimo, e fino al 1374 anche ai fratelli minori, Giacomo e Antonio, che furono cacciati in quell'anno; al figlio legittimo di Marsiglio, Nolfo, fu sottratto con la forza il diritto alla successione |    |
| 4 | Giberto I Pio (...–1389) | 1389               |        |                | (1) Bianca Casati (2) Bianca Fieschiebbe dalle mogli 4 figli e 2 figlie | Figlio di precedente, Galasso I Pio                                                                                         | Al potere insieme al fratello Marsiglio I dal 1367 al 1384, anno della morte di quest'ultimo, e fino al 1374 anche ai fratelli minori, Giacomo e Antonio, che furono cacciati in quell'anno; al figlio legittimo di Marsiglio, Nolfo, fu sottratto con la forza il diritto alla successione |    |
| 5 | Marco I Pio (...–1418) |                    |        | 1389           | Taddea de' Roberti 4 figli e 7 figlie                                   | Figlio del precedente, Giberto I Pio                                                                                        | Fu consignore insieme ai fratellastri Nicolò, Alberto I e Gian Galeazzo (inizialmente sotto la tutela della loro madre Bianca Fieschi), i quali però scmparsero senza prole negli anni successivi. Ottenne i feudi di Novi, Marano, Spezzano, Formigine, Soliera, Brandola; occupo militarmente i castelli di Spezzano e Formigine, |    |
| 5 | Marco I Pio (...–1418) | 1418               |        |                | Taddea de' Roberti 4 figli e 7 figlie                                   | Figlio del precedente, Giberto I Pio                                                                                        | Fu consignore insieme ai fratellastri Nicolò, Alberto I e Gian Galeazzo (inizialmente sotto la tutela della loro madre Bianca Fieschi), i quali però scmparsero senza prole negli anni successivi. Ottenne i feudi di Novi, Marano, Spezzano, Formigine, Soliera, Brandola; occupo militarmente i castelli di Spezzano e Formigine, |    |
| 6 | Alberto II Pio di Savoia (...–1464) |                    |        | 1418           | Camilla Contrari 2 figli e 1 figlia                                     | Figlio del precedente, Marco I Pio                                                                                          | Fu consignore di Carpi dal 1418, data della morte del padre, insieme ai fratelli Giberto II e Galasso II, tutti e tre minorenni, sotto la supervisione del primogenito Giovanni, presto però deceduto senza discendenza. Alla morte di Giberto nel 1446, i due fratelli supersistiti associarono alla signoria i suoi figli Marco II e Ludovico (quest'ultimo poi morto in giovane età). Ebbe dal duca Ludovico di Savoia, con lettere patenti del 27 gennaio 1450, il privilegio di aggiungere il cognome Savoia al suo, come ricompensa per i suoi servigi militari |    |
| 6 | Alberto II Pio di Savoia (...–1464) | 1464               |        |                | Camilla Contrari 2 figli e 1 figlia                                     | Figlio del precedente, Marco I Pio                                                                                          | Fu consignore di Carpi dal 1418, data della morte del padre, insieme ai fratelli Giberto II e Galasso II, tutti e tre minorenni, sotto la supervisione del primogenito Giovanni, presto però deceduto senza discendenza. Alla morte di Giberto nel 1446, i due fratelli supersistiti associarono alla signoria i suoi figli Marco II e Ludovico (quest'ultimo poi morto in giovane età). Ebbe dal duca Ludovico di Savoia, con lettere patenti del 27 gennaio 1450, il privilegio di aggiungere il cognome Savoia al suo, come ricompensa per i suoi servigi militari |    |
| 7 | Lionello I Pio di Savoia (c.1440–1477) |                    |        | 1464           | Caterina Pico 2 figli e 1 figlia+ 2 figli illegittimi                   | Figlio del precedente, Alberto II Pio                                                                                       | Consignore dal 1464: 1. con il cugino Marco II, fino alla propria morte nel 1477; 2. con lo zio Galasso II sino al 1465, e poi con i di lui numerosi figli sino al 1469, quando essi furono estromessi dal potere a causa della supposta complicità in una congiura contro il duca Borso d'Este. Nel 1470 Lionello e Marco II ottennero dall'imperatore Federico III l'introduzione del principio della primogenitura nella successione della signoria carpigiana |    |
| 7 | Lionello I Pio di Savoia (c.1440–1477) | 1477               |        |                | Caterina Pico 2 figli e 1 figlia+ 2 figli illegittimi                   | Figlio del precedente, Alberto II Pio                                                                                       | Consignore dal 1464: 1. con il cugino Marco II, fino alla propria morte nel 1477; 2. con lo zio Galasso II sino al 1465, e poi con i di lui numerosi figli sino al 1469, quando essi furono estromessi dal potere a causa della supposta complicità in una congiura contro il duca Borso d'Este. Nel 1470 Lionello e Marco II ottennero dall'imperatore Federico III l'introduzione del principio della primogenitura nella successione della signoria carpigiana |    |
| 8 | Alberto III Pio di Savoia (1475–1531) |                    |        | 1477           | Cecilia Orsini 2 figlie e 1 figlio                                      | Figlio del precedente, Lionello I Pio di Savoia                                                                             | Al potere con Marco II dal 1477 al 1494, e poi con il di lui figlio Giberto III, con il quale insorse però un conflitto per la signoria, che venne risolto nel 1499 dal duca Ercole I d'Este che indusse Giberto a rinunciare in suo favore ai diritti su Carpi, in cambio del feudo estense di Sassuolo: nacque così la linea Pio dei signori di Sassuolo. |    |
| 8 | Alberto III Pio di Savoia (1475–1531) | 1525 (deposizione) |        |                | Cecilia Orsini 2 figlie e 1 figlio                                      | Figlio del precedente, Lionello I Pio di Savoia                                                                             | Al potere con Marco II dal 1477 al 1494, e poi con il di lui figlio Giberto III, con il quale insorse però un conflitto per la signoria, che venne risolto nel 1499 dal duca Ercole I d'Este che indusse Giberto a rinunciare in suo favore ai diritti su Carpi, in cambio del feudo estense di Sassuolo: nacque così la linea Pio dei signori di Sassuolo. |    |
|   | Alberto III Pio di Savoia fu nominato nel 1507 ambasciatore del re Luigi XII di Francia presso il papa Giulio II e agì poi da mediatore nelle trattative per la formazione della lega di Cambrai , venendo apprezzato anche dall'imperatore Massimiliano I d'Asburgo , dal quale ottenne nel 1509 l'elevazione della signoria a contea e per il quale divenne a sua volta ambasciatore presso il Papa. Ma dopo la morte di Massimiliano I, avvenuta nel 1519 , e l'ascesa di Carlo V d'Asburgo , Alberto III fece il fatale errore di cambiare le sue alleanze e schierarsi a favore del nuovo re Francesco I di Francia . Infatti, a seguito della sconfitta dei Francesi nella Battaglia di Pavia ( 1525 ), si vide la fine del potere di Alberto III su Carpi: gli Imperiali poco dopo occuparono la contea e Carlo V depose Alberto III per fellonia. Nel 1527 Carpi fu ceduta agli Este e, nel 1530, Alfonso I fu investito come conte, dopodiché, nel 1535, il suo successore Ercole II ottenne l'elevazione a principato. Alberto III, privato dei propri beni, si ritirò presso papa Clemente VII a Roma , per poi riparare in Francia , a Parigi , dove morì di malattia nel 1531 . Suo fratello Lionello II, pur avendo rifiutato di rinunciare ai suoi diritti ereditari su Carpi, riuscì a conservare la guida dei feudi pontifici di Meldola e Sarsina in Romagna , che passarono, alla sua morte, nel 1571, a suo figlio Alberto, e poi da questi al nipote Rodolfo, che li perdé però, entro la fine del secolo, a favore degli Aldobrandini , parenti di papa Clemente VIII . [ 4 ] |                    |        |                |                                                                         | | |    |